# Pilört
Pilört eller vanlig pilört (Persicaria lapathifolia) är en ettårig växtart i familjen slideväxter med ett nedliggande till upprätt växtsätt. Bladen är lansettlika. Till skillnad från åkerpilört (Persicaria maculosa) är bladen försedda med små körtlar, liksom axskaften. Blommorna, som vanligen är vita, har ett grön- eller rödvitaktigt hylle. Pilörten blommar från sommaren, ofta långt in på hösten.